# Yorkshire Championships 1949
Die Yorkshire Championships 1949 im Badminton fanden vom 11. bis zum 12. November 1949 in Hull statt. 

## Die Sieger
| Disziplin    | Sieger                         |
| ------------ | ------------------------------ |
| Herreneinzel | Noel B. Radford                |
| Dameneinzel  | Queenie Allen                  |
| Herrendoppel | Harold Marsland P. B. Brayshay |
| Damendoppel  | A. D. Wadsworth Queenie Allen  |
| Mixed        | Noel B. Radford R. Bretherick  |